# Hauszeichen am Gebäude Alter Markt 9, 10

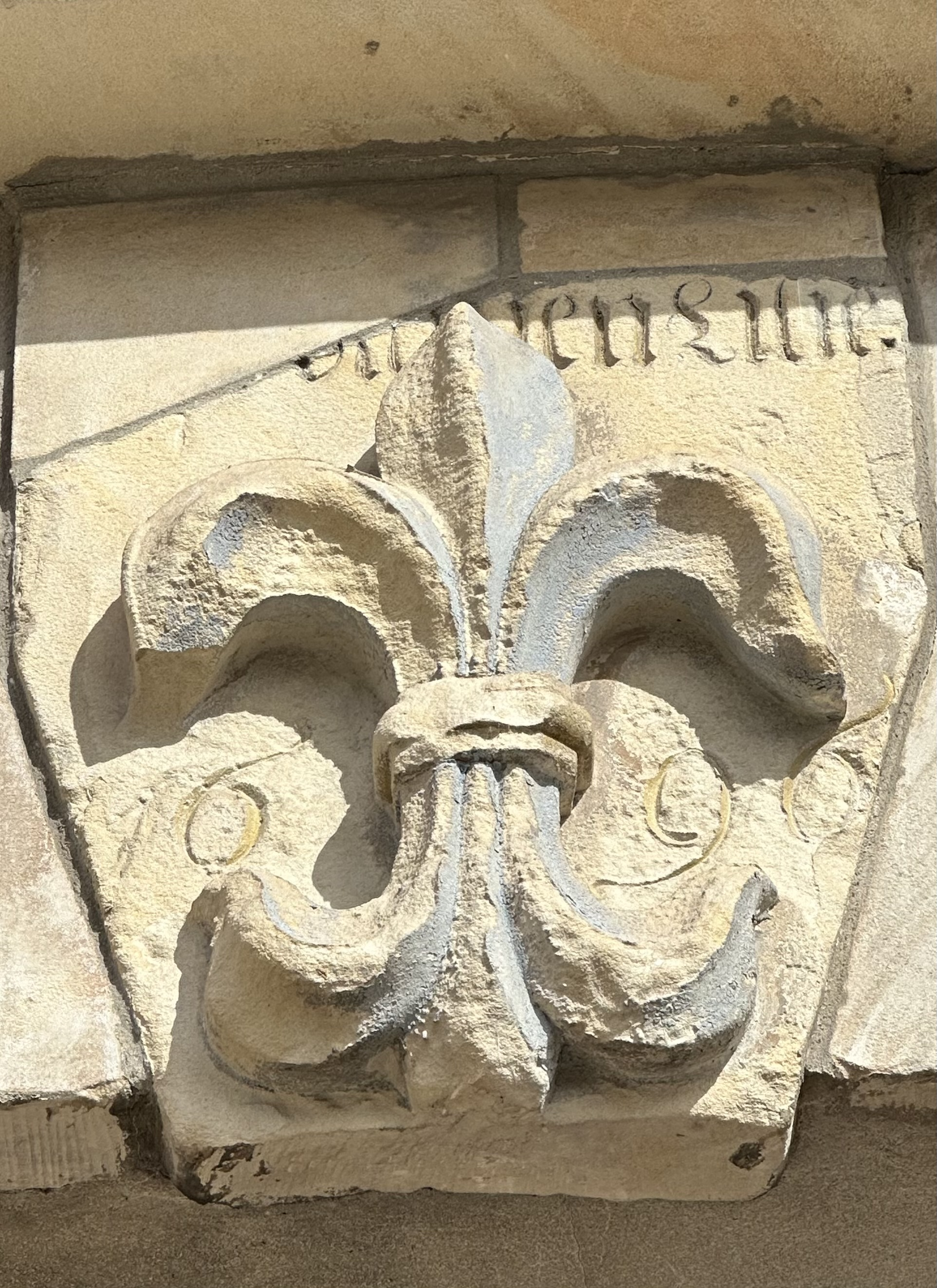
Hauszeichen Zur blauen Lilie

Die Hauszeichen am Gebäude Alter Markt 9, 10 sind zwei denkmalgeschützte Hauszeichen in Magdeburg in Sachsen-Anhalt.

## Lage
Die beiden historischen Hauszeichen befinden sich am Wohn- und Geschäftshaus Alter Markt 9, 10 auf der Nordseite des Alten Markts. Das Hauszeichen Zur blauen Lilie befindet sich an einem in der Osthälfte des Hauses Alter Markt 9 befindlichen Torbogen, der ursprünglich die Nadelöhrgasse überspannte. Das Hauszeichen Zum wilden Mann befindet sich an der nach Westen zur Buttergasse ausgerichteten Schmalseite des Hauses.

## Anlage und Geschichte
Die Hauszeichen stammen von historischen Gebäuden der Magdeburger Altstadt, die während des Zweiten Weltkriegs zerstört wurden. Mehrere dieser Haussteine wurden aus den Trümmern geborgen und an neu errichteten Gebäuden angebracht.
Im Denkmalverzeichnis des Landes Sachsen-Anhalt sind die beiden Hauszeichen unter der Erfassungsnummer 094 71409 als Kleindenkmal verzeichnet.

### Zu blauen Lilie
Der Hausstein Zur blauen Lilie befand sich ursprünglich am Haus Zur blauen Lilie, Breiter Weg 167. 
Der Hausstein zeigt eine stilisierte Lilie, die beiderseits von der Jahreszahl 16 97 flankiert wird. Oberhalb der Darstellung befindet sich die nur im rechten Teil erhaltene Inschrift Zur blauen Lilie. 1946 konnte der Stein von Werner Priegnitz geborgen werden. Später wurde er an seinem heutigen Platz angebracht.

### Zum wilden Mann

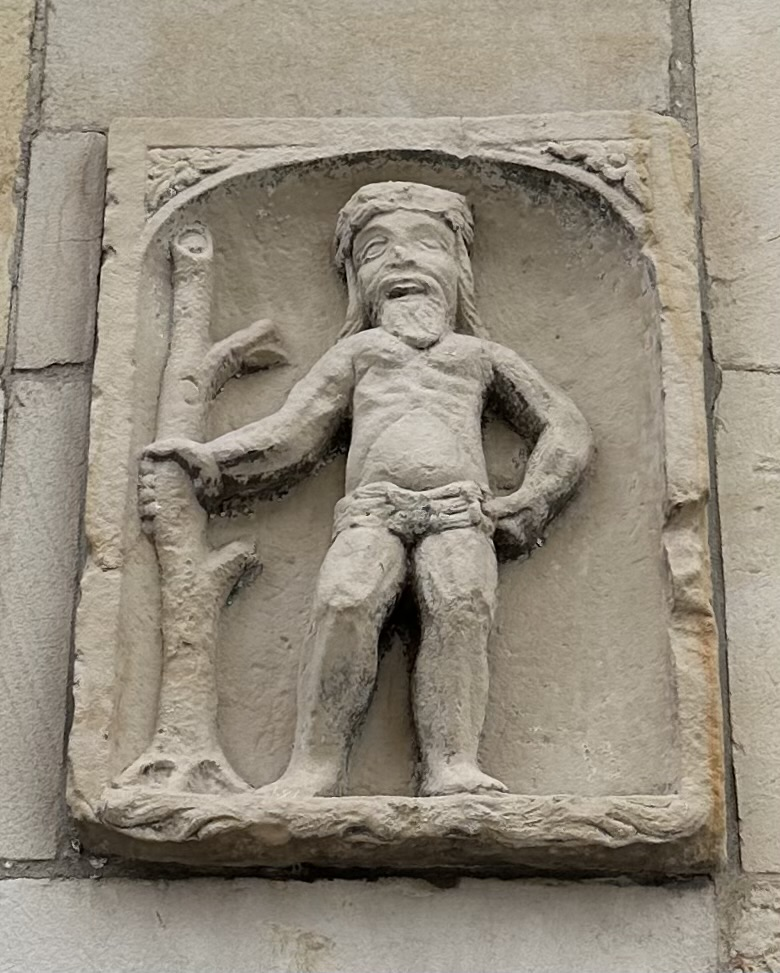
Hauszeichen Zum wilden Mann

Der Hausstein Zum wilden Mann befand sich ursprünglich am Haus Zum wilden Mann, Katzensprung 13.
1631 gehörte das Haus Thomas Weber, 1651 dann seiner Witwe Anna, geborene Prestel. In dieser Zeit lebte auch der Schütze Kaspar Werner im Gebäude, der später Eigentümer wurde. Er veräußerte 1662 das Gebäude für 400 Taler an den Weißkramer Karl Wermuth, der zuletzt 1681 erwähnt wurde. 1683 gehörte es seiner als Leinwandhändlerin tätigen Witwe. Bis 1698 bildete das Grundstück mit der Schwertfegergasse 1 eine Einheit, wurde dann jedoch von den Erben Wermuths geteilt und die Schwertfegergasse 1 verkauft. Das Haus Zum wilden Mann übernahm für 1200 Taler der Bortenwirker Michael Wermuth. 1715 verkauften seine Erben das Gebäude für 1200 Taler  an den Gürtler Christian Steinberg, der bis 1721 Eigentümer blieb. In der Zeit um 1823 betrieb Franz Tummely, erster Hauptmann der zweiten Kompanie der Bürgerwehr, im Haus eine Hutfabrik. 1942/1943 gehörte das Haus H. Ahrendt. Er betrieb dort die Gastwirtschaft Zum alten Zieten, von der man durch die Buttergasse nach Süden auf den Alten Markt sehen konnte.
Der Hausstein wurde nach der Zerstörung im Zweiten Weltkrieg aus den Trümmern geborgen und in den 1960er Jahren am heutigen Standort angebracht.